# جولیانا اولموس
جولیانا اولموس (انگلیسی: Giuliana Olmos؛ زادهٔ ۴ مارس ۱۹۹۳) تنیس‌باز زن اهل مکزیک است.
وی در مسابقات کشوری و بین‌المللی در مجموع برندهٔ ۱ مدال طلا، ۱ مدال نقره، ۱ مدال برنز شده‌است.